# Atomaria subangulata
Atomaria subangulata är en skalbaggsart som beskrevs av J.Sahlberg 1926. Atomaria subangulata ingår i släktet Atomaria, och familjen fuktbaggar. Arten är reproducerande i Sverige.